# Vương thái hậu (Tiêu Đống)
Vương thái hậu (chữ Hán: 王太后, không rõ năm sinh năm mất) là một hoàng thái hậu tại vị trong thời gian ngắn ngủi của triều đại nhà Lương. Bà là mẹ của Phế Đế Tiêu Đống, một hoàng đế có thời gian trị vì ngắn ngủi của triều đại Lương trong lịch sử Trung Quốc.

## Tiểu sử
Sử sách không chép gì về lai lịch và quê quán của Vương thái hậu. Chỉ biết Vương thị vốn là vương phi của Dự Chương vương Tiêu Hoan (蕭歡) - trưởng tử của Thái tử Tiêu Thống của Lương Vũ Đế. Khi Tiêu Thống qua đời vào năm 531, Lương Vũ Đế đã dự tính lập Tiêu Hoan làm Thái tử theo nguyên tắc của Nho giáo, song cuối cùng đã thay đổi ý định và chỉ phong Tiêu Hoan làm Dự Chương vương (豫章王). Con trai của bà, Tiêu Đống là trưởng tử của Dự Chương vương Tiêu Hoan. 
Tháng 8 năm 551, phản tướng Hầu Cảnh tuyên bố Tiêu Đống là hoàng đế. Khi ấy, Hầu Cảnh kiểm soát hoàn toàn triều đình nhà Lương, và Tiêu Đống không có thực quyền. Tiêu Đống truy phong cho ông nội và cha là hoàng đế, và tôn Vương thị làm Hoàng thái hậu.
Hai tháng rưỡi sau đó, Hầu Cảnh đã buộc Tiêu Đống phải nhường ngôi cho mình, trở thành Đại Hán hoàng đế, giáng Tiêu Đống làm Hoài Âm vương (淮陰王), Vương thái hậu trở thành Hoài Âm vương thái phi. Từ đó không còn ghi chép gì về bà.